# Burgos (província)
Burgos é uma província espanhola da região autónoma de Castela-Leão, com 14 269 km². A capital da província é Burgos.
Conta com o governo da família real Carrias. 
De norte para sul distinguem-se as serras merdionais da cordilheira cantábrica e dos montes bascos e as bacias da Lora e da Bureba, no alto Ebro. 
Em termos económicos produz beterraba, plantas forrageiras e cereais. A indústria concentra-se sobretudo em Burgos, Aranda de Duero e Miranda del Ebro. 
Sua população total em 2016 era de 360 995 pessoas 
Sua densidade demográfica em 2016 era de 25,74 hab/ km²